# Данте Лопес
Данте Лопес (ісп. Dante López, нар. 16 серпня 1983, Асунсьйон, Парагвай) — парагвайський футболіст, нападник клубу «Депортіво Кап'ята».
Виступав за національну збірну Парагваю.

## Клубна кар'єра
У дорослому футболі дебютував 1998 року виступами за команду клубу «Соль де Америка», в якій провів чотири сезони, взявши участь у 21 матчі чемпіонату.
Згодом з 2002 по 2008 рік грав у складі команд клубів «Серро Портеньйо», «Маккабі» (Хайфа), «Кордова», «Насьйональ», «Олімпія» (А), «Дженоа», «Кротоне» та «Лібертад».
Своєю грою за останню команду привернув увагу представників тренерського штабу клубу «УНАМ Пумас», до складу якого приєднався 2008 року. Відіграв за команду з Мехіко наступні три сезони своєї ігрової кар'єри. Більшість часу, проведеного у складі «УНАМ Пумас», був основним гравцем атакувальної ланки команди.
Протягом 2011—2013 років захищав кольори команди клубу «Гуарані» (А). 2013 року повернувся до клубу «УНАМ Пумас». Цього разу провів у складі його команди три сезони.
Протягом 2016 року захищав кольори команди клубу «Сакатепек».
До складу клубу «Депортіво Кап'ята» приєднався 2017 року.

## Виступи за збірну
2003 року дебютував в офіційних матчах у складі національної збірної Парагваю.
У складі збірної був учасником розіграшу Кубка Америки 2004 року у Перу, чемпіонату світу 2006 року у Німеччині, розіграшу Кубка Америки 2007 року у Венесуелі.

## Досягнення
- Найкращий бомбардир чемпіонату Парагваю:

2005